# Xantotol
Xantotol – polska grupa muzyczna grająca black metal. Zespół powstał wiosną 1991 roku, pierwotnie jako duet założony przez "Małą" i "Venoma". Po kilku miesiącach działalność grupy zaowocowała debiutanckim wydawnictwem, które ukazało się jako demo pt. Glory for Centuries. 
W 1993 roku zespół nawiązał współpracę z gitarzystą o pseudonimie "Siwy", wraz z którym nagrał wydawnictwo pt. Cult of the Black Pentagram. W tym samym roku zespół odrzucił propozycję kontraktu z fińską wytwórnią muzyczną Hammer of Damnation Records. Ostatecznie wydawnictwo ukazało się nakładem Witching Hour Productions. 
W 1995 roku zespół wydał kolejny materiał pt. Thus Spake Zarathustra. W nagraniach zespół wspomagał Osa, członek grupy Alastor. Wkrótce potem zespół rozpoczął prace nad kolejnym wydawnictwem zatytułowanym roboczo Czort. Jednakże z nieznanych przyczyn muzycy odwołali sesję nagraniową i album ten nigdy się nie ukazał. W 1996 roku zespół został rozwiązany.
W 2004 roku założyciel zespołu, "Venom", podjął decyzję o reedycji wcześniejszych wydawnictw, a w 2005 roku wytwórnia Kampf Records wydała je pod wspólnym tytułem Liber Diabolus: 1991-1996.

## Dyskografia
- Glory for Centuries (1992, Demo)
- Cult of the Black Pentagram (1993, Witching Hour Productions)
- Thus Spake Zarathustra (1995, Witching Hour Productions)
- Liber Diabolus: 1991-1996 (2005, Kampf Records)